# باول أرمسترونغ
باول أرمسترونغ (بالإنجليزية: Paul Armstrong)‏ (5 أكتوبر 1978 بدبلن في جمهورية أيرلندا - ) هو لاعب كرة قدم أيرلندي في مركز الوسط. شارك مع منتخب جمهورية أيرلندا تحت 21 سنة لكرة القدم. أما مع النوادي، فقد لعب مع إيستبورن بوروه وبرايتون أند هوف ألبيون ونادي كرولي تاون ونادي أردريونيانز وأردريونيانز ونادي وايتهوك.

## وصلات خارجية
- باول أرمسترونغ على موقع إي إس بي إن إف سي (الإنجليزية)
- باول أرمسترونغ على موقع قاعدة بيانات كرة القدم.إي يو (الإنجليزية)
- باول أرمسترونغ على موقع Soccerbase.com (لاعب) (الإنجليزية)